# John Hall Gladstone
John Hall Gladstone (Hackney, 7 marzo 1827 – Londra, 6 ottobre 1902) è stato un chimico inglese.
Studiò all'University College di Londra ed alla Università di Gießen (Assia-Darmstadt, Germania). Nel 1850 divenne docente di chimica al  St Thomas's Hospital e nel 1853 fu nominato membro della Royal Society, fatto abbastanza inusuale, considerata la giovane età (26 anni). Dal 1874 al 1877 fu Fullerian Professor of Chemistry alla Royal Institution e dal 1874 al 1876 Presidente della Società di Fisica di Londra. Dal 1877 al 1879 fu Presidente della Chemical Society. Nel 1897 ricevetta la Medaglia Davy. Si occupò di spettroscopia, del fenomeno della fluorescenza e del potere rifrangente dei corpi. Oggi i suoi studi più noti sono quelli sull'alogenazione del caucciù.